# Зайцев, Николай Кузьмич
Николай Кузьмич Зайцев (7 декабря 1922 года — 7 марта 1991 года) — советский военачальник, участник Великой Отечественной войны. Генерал-майор.

## Биография
Николай Кузьмич Зайцев родился 7 декабря 1922 (по документам — 1920) года в деревне Мякишево (ныне — Нелидовский район Тверской области). Русский. Член КПСС.
В РККА с декабря 1939 года, призван Краснохолмским РВК Калининской области. В 1939—1941 годах учился в Хмельницком пулемётном училище, по окончании получил звание лейтенанта.

### В годы войны
Активный участник Великой Отечественной войны. Получил 3 ранения. Первое ранение получил в августе 1941 года. После лечения в госпитале откомандирован в Москву на командные курсы «Выстрел». После их окончания участвовал в выполнении задания по строительству оборонительных укреплений за Москвой (на случай сдачи Москвы).
Участвовал в боях за населённые пункты Калуга, Юхнов, Кондрово, Серпухов, р. Угра, Ульяновский район и Болоховский район Орловской области, в Городокской, Невельской, Белорусской, Восточно-Прусской, Кёнигсбергской наступательных операциях. Был ранен 27.7.1943, тяжело ранен 30 декабря 1943 и 15 октября 1944 года.
- Командир взвода, роты, адъютант старший 2-го стрелкового батальона 12-го гвардейского стрелкового полка 5-й гвардейской стрелковой дивизии 11-й гвардейской армии 3 Белорусского фронта, командир батальона 17-го гвардейского стрелкового полка
- Окончил войну в Кёнигсберге в звании майора.

### После войны
- 1945—1947 командир стрелкового батальона 17-го гвардейского стрелкового полка 5-й гв. сд;
- офицер, старший офицер, заместитель начальника оперативного отдела штаба армии;
- 1948—1951 учёба в военной академии имени М. В. Фрунзе, окончил с отличием.
- 1951—1959 служба в составе группы советских войск в Германии, Магдебург, в звании подполковника, полковника
- 1959—1961 учёба в Академии Генерального штаба в Москве, окончил с золотой медалью
- 1961—1967 начальник штаба, заместитель командира отдельного ракетного корпуса в Забайкальском военном округе, г. Чита, участие в создании Ракетных войск стратегического назначения. Получил звание генерал-майора
- 6.4.1967 — 16.7.1971 начальник Ростовского высшего военного командного инженерного училища (РВВКИУ) имени главного маршала артиллерии М. И. Неделина[7].

### После службы в армии
Работал в системе народного образования города Ростов-на-Дону, создал одну из лучших в СССР систем школьной начальной военной подготовки. Много лет был командующим городскими и областными юношескими военно-спортивными играми «Зарница» и «Орленок».
Генерал-майор Н. К. Зайцев умер 7 марта 1991 года. Похоронен на Северном кладбище Ростова-на-Дону.

## Награды
- Орден Красной Звезды (22.8.1943)[4]
- Орден Отечественной войны II степени (28.3.1945)[5]
- Орден Красного Знамени (27.4.1945)[6]
- Орден Красной Звезды (26.10.1955)[8][9]
- Орден Отечественной войны I степени (6.4.1985)[10]
- Орден «Знак Почёта»
- Орден Трудового Красного Знамени (1971)[11]
- Медали:
  - «За победу над Германией в Великой Отечественной войне» (9.5.1945[12])
  - «За взятие Кёнигсберга» (9.6.1945[13])
  - «30 лет Советской Армии и Флота» (22.2.1948[14])
  - «За боевые заслуги» (15.11.1950)[9][15]
  - «40 лет Вооружённых Сил СССР» (18.12.1957[16])
  - «20 лет Победы в Великой Отечественной войне 1941—1945 гг.» (7.5.1965[17])
  - «50 лет Вооружённых Сил СССР» (26.12.1967[18])
  - «За воинскую доблесть. В ознаменование 100-летия со дня рождения Владимира Ильича Ленина» (6.4.1970)
  - «30 лет Победы в Великой Отечественной войне 1941—1945 гг.» (25.4.1975[19])
  - «60 лет Вооружённых Сил СССР» (28.1.1978[20])
  - «40 лет Победы в Великой Отечественной войне 1941—1945 гг.» (12.4.1985[21])
  - «70 лет Вооружённых Сил СССР» (28.1.1988[22])
  - «Ветеран Вооружённых сил СССР»
  - «За безупречную службу» I степени
- Знак «Гвардия»
- Знак МО СССР «25 лет Победы в Великой Отечественной войне» (24 апреля 1970[1])

## Семья
Жена — Марина Аркадьевна, урождённая Конькова (3.5.1925 — 16.3.2000).

## Память
- На могиле (Северное кладбище, Ростов-на-Дону) установлен надгробный памятник.

## Данные из военного билета
Военный билет БН № 248348
Зайцев Николай Кузьмич
Личный № Д-184856

1. Число, месяц, год и место рождения 7 декабря 1920 года, деревня Мякишево Нелидовского района Великолуцкой области.

2. Национальность Русский

3. Военный билет выдан Октябрьским Районным военным комиссариатом города Ростова-на-Дону, 30 августа 1971 г.

4. Образование

а) общее
10 классов средней школы в 1939 г. в гор. Западная Двина
б) военное
Томское пехотное училище в 1941 г.
Военная Академия имени Фрунзе в 1951 г.
Военная Академия Генерального штаба в 1961 г.
5. Воинское звание Генерал-майор присвоено приказом СМ СССР № 215 от 22.02.1963 г.

6. ВУС 0001

7. Состав Командный

8. Запас 3 разряда

9. Военную присягу принял 23 февраля 1940 г.

10. Прохождение службы в Вооруженных силах Союза ССР с 20.12.1939 г. по 31.07.1971 г.
| Курсант                                        | 12.1939 — 6.1940 г.  |
| Командир пулемётного взвода                    | 6.1940 — 7.1941 г.   |
| На излечении                                   | 7.1941 — 8.1941 г.   |
| Слушатель курсов «Выстрел»                     | 8.1941 — 5.1942 г.   |
| Командир пулемётной роты                       | 5.1942 — 5.1943 г.   |
| Адъютант старший батальона                     | 5.1943 — 10.1943 г.  |
| На излечении                                   | 10.1943 — 10.1943 г. |
| Командир стрелкового батальона                 | 10.1943 — 12.1943 г. |
| На излечении                                   | 12.1943 — 2.1944 г.  |
| Командир стрелкового батальона                 | 2.1944 — 3.1947 г.   |
| Зам.командира стрелкового батальона            | 3.1947 — 10.1948 г.  |
| Слушатель Академии                             | 10.1948 — 11.1951 г. |
| Офицер оперативного отдела Армии               | 11.1951 — 10.1952 г. |
| Ст.офицер оперативного отдела Армии            | 10.1952 — 11.1954 г. |
| Зам.начальника опер.отдела Армии               | 11.1954 — 9.1959 г.  |
| Слушатель Академии Генштаба                    | 9.1959 — 6.1961 г.   |
| Начальник штаба корпуса                        | 6.1961 — 4.1963 г.   |
| Заместитель командира корпуса                  | 7.1963 — 4.1967 г.   |
| Начальник Высшего Командно-инженерного училища | 4.1967 — 7.1971 г.   |

11. Участие в боевых действиях Участник Великой Отечественной войны
- Северо-Западный фронт — командир пулемётного взвода, 26.6.1941 г. — 25.7.1941 г.
- Западный и Брянский фронт — адъютант старший, командир стрелкового батальона, 12.5.1942 г. — 12.10.1943 г.
- 1-й Прибалтийский фронт — командир стрелкового батальона, 26.10.1943 — 30.12.1943 г.
- 3-й Белорусский фронт — адъютант старший, командир стрелкового батальона 1.2.1944 — 22.4.1944 г.; 28.5.1944 — 22.10.1944; 1.1.1945 — 9.5.1945 г.

12. Уволен в запас 31.7.1971 г. приказом Министра Обороны Союза ССР № 0985 от 16 июля 1971 года по статье 59 пункт «б» с правом ношения военной формы одежды